# 23571 Zuaboni
23571 Zuaboni este un asteroid din centura principală de asteroizi.

## Descriere
23571 Zuaboni este un asteroid din centura principală de asteroizi. A fost descoperit pe 1 ianuarie 1995 la Sormano de Marco Cavagna și Emanuela Galliani. Asteroidul prezintă o orbită caracterizată de o semiaxă mare de 2,58 ua, o excentricitate de 0,13 și o înclinație de 16,5° în raport cu ecliptica.